# Буг (колійний пост)
Буг — закритий колійний пост Жмеринської дирекції Південно-Західної залізниці, розташований на дільниці Старокостянтинів I — Гречани між зупинним пунктом Олешин (відстань — 1 км) і станцією Гречани (2 км). Відстань до ст. Старокостянтинів I — 50 км.
Відкритий 1954 року як блокпост Буг. У 1980-х мав назву колійний пост Південний Буг.
Розміщений на західній околиці міста Хмельницького. Пост знаходився в місці відгалуження від дільниці Старокостянтинів I — Гречани колії в напрямку станції Грузевиці. Пост іноді на картах позначають за мостом (в напрямку Старокостянтинова) через Південний Буг (49°27′54″ пн. ш. 26°55′0″ сх. д. / 49.46500° пн. ш. 26.91667° сх. д.), проте стрілка розміщувалася перед мостом. Зараз ця колія розібрана, а пост закритий.